# Kanaal Nieuwpoort-Plassendale
Kanaal Nieuwpoort-Plassendale är en kanal i Belgien.   Den ligger i provinsen Västflandern och regionen Flandern, i den västra delen av landet, 120 km väster om huvudstaden Bryssel.
Trakten runt Kanaal Nieuwpoort-Plassendale består till största delen av jordbruksmark. Runt Kanaal Nieuwpoort-Plassendale är det ganska tätbefolkat, med 104 invånare per kvadratkilometer.